# Rocket Internet
Rocket Internet is een Europees investeringsbedrijf met het hoofdkantoor in Berlijn. Het is een investeringsmaatschappij en startup-incubator. Het bedrijf heeft belangen in verschillende startups met een focus op voornamelijk op internet gebaseerde bedrijfsmodellen en richt zich voornamelijk op nieuwe start-ups die al een succesvol en internationaal model kunnen aantonen. Voorbeelden hiervan zijn Zalando en HelloFresh.

## Geschiedenis
Rocket Internet werd in 2007 in Berlijn opgericht door de broers Marc, Oliver en Alexander Samwer. Oorspronkelijk richtte het bedrijf zich op start-ups met op internet gebaseerde bedrijfsmodellen. Naast het verstrekken van risicokapitaal ondersteunt het bedrijf ook jonge bedrijven met kennis en diverse diensten op het gebied van IT, marketing of sales. In het verleden gebruikte Rocket Internet vaak werkende bedrijfsmodellen uit de VS en probeerde ze in andere delen van de wereld te vestigen. Rocket Internet keert zich steeds meer af van zijn oorspronkelijke bedrijfsmodel van jonge start-ups en investeert steeds meer in bestaande bedrijven.
In tegenstelling tot veel internetbedrijven uit de VS richt Rocket Internet zich op de ontwikkeling van internationale markten. Het bedrijf heeft een groot aantal locaties wereldwijd. De bedrijven waarin Rocket Internet participaties heeft, hebben in totaal ongeveer 33.000 mensen in dienst.
In juni 2016 kondigde Rocket Internet in samenwerking met Google en McKinsey & Company voor het eerst de DT50 start-up award aan. De prijs erkent jonge, geselecteerde bedrijven uit de technologische industrie in Europa in de categorieën b2b, b2c en Tech-for-social-impact.
In januari 2016 begon Rocket Internet het Rocket Internet Capital Partners Fund; Aanvankelijk werd meer dan 420 miljoen dollar opgehaald. In januari 2017 was dit fonds uitgebreid tot 1 miljard dollar. Het fonds versterkt groeikapitaal aan bedrijven in een vroeg stadium in de internetsector.
In Londen lanceerde Rocket Internet in december 2017 de Global Growth Capital, een bank voor het verstrekken van hoogrentende leningen aan start-ups.
Over 2019 rapporteerde het bedrijf een omzet van 67 miljoen euro en een nettowinst van 280 miljoen euro. Het heeft veel aandelenbelangen in bedrijven, maar deze worden nauwelijks geconsolideerd waardoor de omzet zo laag uitkomt.
Op 1 september 2020 kondigt Rocket Internet een einde van de beursnotering aan. Hiertoe is een aandeleninkoopprogramma uitgebracht. Het bod bedroeg 18,57 per aandeel. Op 24 september 2020 gingen de aandeelhouders hiermee akkoord en op 30 oktober 2020 werd de beursnotering officieel beëindigd.